# Massif du Lauvet d'Ilonse et des Quatre Cantons - Dome de Barrot - Gorges du Cians
Massif du Lauvet d'Ilonse et des Quatre Cantons - Dome de Barrot - Gorges du Cians este o arie protejată (sit de importanță comunitară — SCI) din Franța întinsă pe o suprafață de 15.071 ha, integral pe uscat.

## Localizare
Centrul sitului Massif du Lauvet d'Ilonse et des Quatre Cantons - Dome de Barrot - Gorges du Cians este situat la coordonatele 44°03′12″N 7°03′08″E / 44.05333°N 7.05222°E.

## Înființare
Situl Massif du Lauvet d'Ilonse et des Quatre Cantons - Dome de Barrot - Gorges du Cians a fost declarat arie specială de conservare în baza directivei 92/43 din 1992 referitoare la conservarea habitatelor naturale și a faunei și florei sălbatice pentru a proteja 4 specii de plante și 15 specii de animale.

## Biodiversitate
Situată în ecoregiunile alpină și mediteraneană, aria protejată conține 34 de habitate naturale: Formațiuni ierboase bogate în specii de Nardus, dezvoltate pe substraturi silicioase în zone montane (și în zone submontane, în Europa continentală), Formațiuni stabile xerotermofile de Buxus sempervirens pe pante stâncoase (Berberidion p.p.), Formațiuni de Juniperus communis pe lande sau pajiști calcaroase, Lande oro-mediteraneene cu formațiuni endemice de grozamă, Pajiști uscate seminaturale și facies de acoperire cu tufișuri pe substraturi calcaroase (Festuco-Brometalia) (* situri importante pentru orhidee), Păduri de Quercus ilex și Quercus rotundifolia, Grohotișuri termofile și vest-mediteraneene, Pante stâncoase calcaroase cu vegetație casmofită, Peșteri inaccesibile publicului, Păduri pe pante, grohotișuri și ravene de Tilio-Acerion, Pajiști uscate europene, Pajiști alpine și boreale, Pajiști alpine și subalpine calcaroase, Păduri de Castanea sativa, Păduri acidofile de Picea de la nivel montan la nivel alpin (Vaccinio-Piceetea), Păduri montane și subalpine de Pinus uncinata (* dezvoltate pe substrat gipsos sau calcaros), Păduri aluvionare cu Alnus glutinosa și Fraxinus excelsior (Alno-Padion, Alnion incanae, Salicion albae), Pseudostepă cu ierburi și specii anuale de Thero-Brachypodietea, Râuri de munte și vegetația erbacee de pe malurile acestora, Râuri de munte și vegetația lor lemnoasă cu Salix elaeagnos, Râuri mediteraneene cu debit permanent cu specii de Paspalo-Agrostidion și galerii riverane de Salix și de Populus alba, Pajiști cu Molinia pe soluri calcaroase, turboase sau argilos-nămoloase (Molinion caeruleae), Fânețe montane, Izvoare petrifiante cu formare de travertin (Cratoneurion), Mlaștini alcaline, Grohotișuri calcaroase și de șisturi calcaroase de la nivelul montan până la nivelul alpin (Thlaspietea rotundifolii), Roci stâncoase cu vegetație pionieră de Sedo-Scleranthion sau Sedo albi-Veronicion dillenii, Pante stâncoase silicioase cu vegetație casmofită, Păduri endemice cu Juniperus spp., Pajiști uscate seminaturale și facies de acoperire cu tufișuri pe substraturi calcaroase (Festuco-Brometalia) (* situri importante pentru orhidee), Matorral arborescenți cu Juniperus spp., Liziere de ierburi înalte hidrofile de câmpie și de nivel montan până la alpin, Păduri de fag din Europa Centrală dezvoltate pe sol calcaros cu Cephalanthero-Fagion, Păduri alpine de Larix decidua și/sau Pinus cembra.
La baza desemnării sitului se află mai multe specii protejate:
- plante (4): Aquilegia bertolonii, Buxbaumia viridis, Gentiana ligustica, Orthotrichum rogeri
- amfibieni (1): Speleomantes strinatii
- mamifere (8): liliac cârn (Barbastella barbastellus), lupul (Canis lupus), râs eurasiatic (Lynx lynx), liliac cu aripi lungi (Miniopterus schreibersii), liliac cărămiziu (Myotis emarginatus), liliac comun (Myotis myotis), liliacul mare cu potcoavă (Rhinolophus ferrumequinum), liliacul mic cu potcoavă (Rhinolophus hipposideros)
- nevertebrate (5): croitorul mare al stejarului (Cerambyx cerdo), fluturele de noapte (Eriogaster catax), fluturele auriu (Euphydryas aurinia), Euplagia quadripunctaria, rădașcă (Lucanus cervus)
- pești (1): Barbus meridionalis

Pe lângă speciile protejate, pe teritoriul sitului au mai fost identificate 1 specie de păsări, 3 specii de nevertebrate.